# Yorma’s

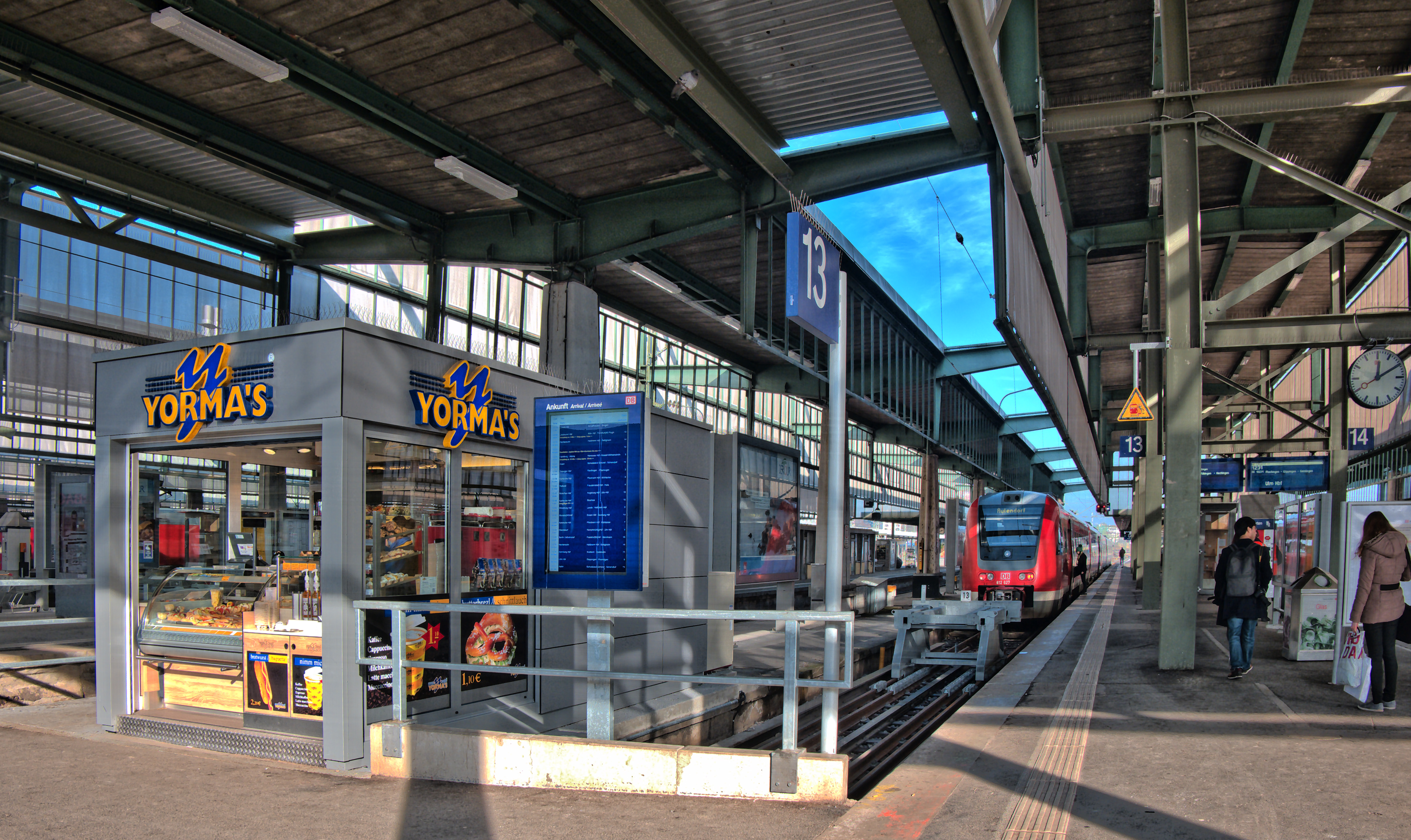
Filiale im Stuttgarter Hauptbahnhof

Die Yorma’s AG (Eigenschreibweise YORMA’S) ist ein deutscher Anbieter von Systemgastronomie mit Schwerpunkt auf Bahnhofsstandorten. Das Unternehmen wurde 1985 von Yorma Eberl mit der Übernahme einer Bahnhofsgaststätte in Plattling gegründet. Seit 2001 besteht das Unternehmen in der Rechtsform einer Aktiengesellschaft. Das Unternehmen unterhält deutschlandweit 59 Filialen (Stand August 2025) mit nach eigenen Angaben täglich über 150.000 Kunden (Stand 2016).

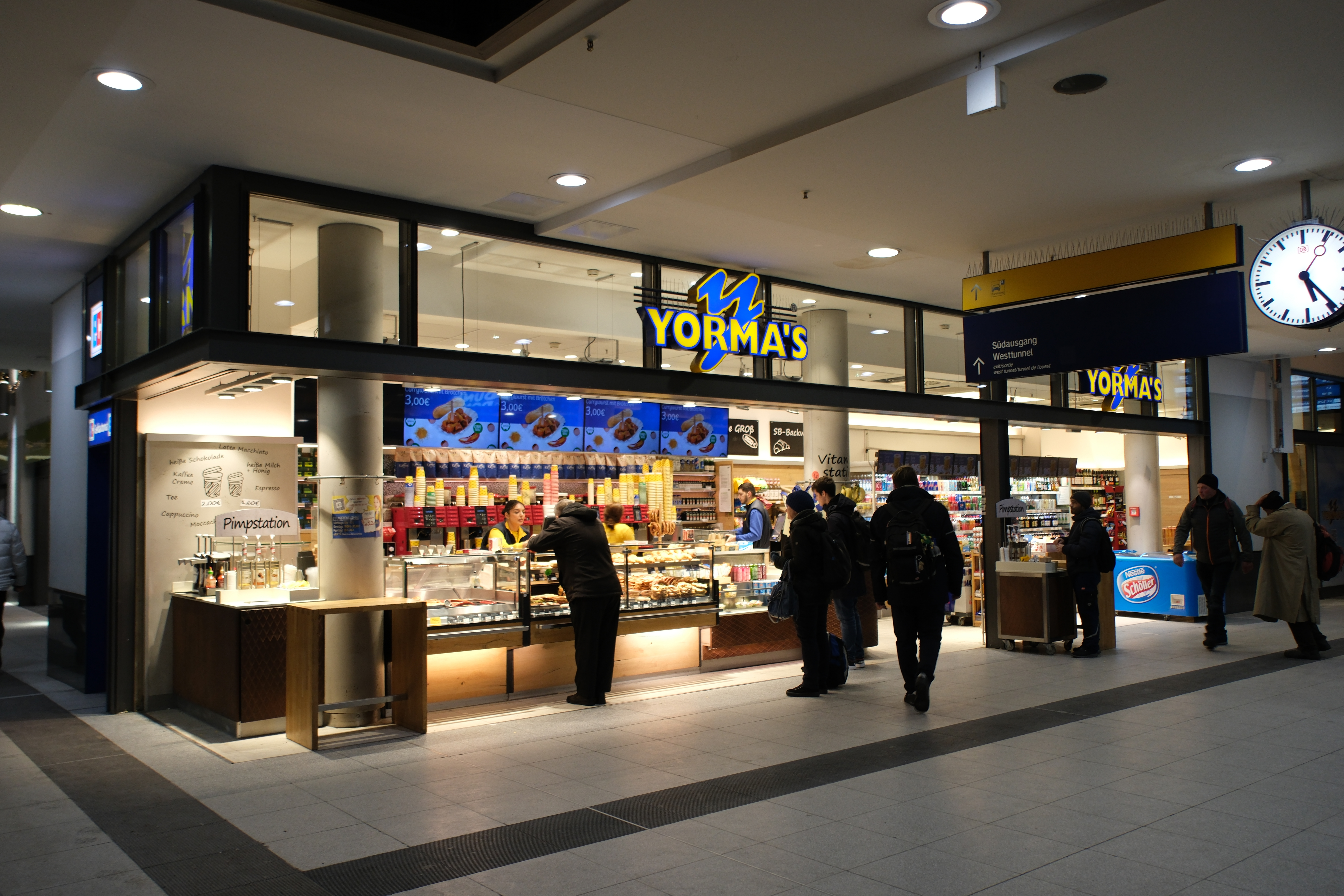
Filiale im Nürnberger Hauptbahnhof

## Unternehmensstruktur
Die Betriebe werden zentral verwaltet. Filialen des Unternehmens finden sich in Bahnhöfen oder in deren unmittelbarer Nähe und verfügen dabei neben Verkehrsgastronomie (Imbiss) häufig noch über einen Kleinstsupermarkt mit Convenience-Angebot. Der größte Umsatz wird mit der Laufkundschaft (Bahnreisende) erzielt.
Auf die Bundesländer verteilen sich die Filialen wie folgt (Stand Juli 2025):
| Bundesland          | Anzahl |
| ------------------- | ------ |
| Bayern              | 28     |
| Baden-Württemberg   | 12     |
| Nordrhein-Westfalen | 7      |
| Rheinland-Pfalz     | 3      |
| Berlin              | 2      |
| Hamburg             | 2      |
| Bremen              | 1      |
| Hessen              | 1      |
| Niedersachsen       | 1      |

Die größte Filialdichte findet sich in München mit sieben Filialen, gefolgt von Nürnberg und Stuttgart mit jeweils vier Filialen. Jeweils zwei Filialen befinden sich in Berlin, Essen, Hamburg und Mannheim.

## Geschichte
Die Unternehmensgeschichte begann 1985, als Yorma Eberl (* 1957) die Bahnhofsgaststätte in Plattling übernahm.
Eberl traf 1989 auf den Ladenbau-Berater Karl Kraft (* 1957) und entwickelte mit ihm das Ladenkonzept. Bereits 1990 wurden weitere Standorte in Coburg und Erlangen eröffnet.
1993 gründete Eberl die Eberl GmbH. 1995 folgte die Gründung der Eberl Gastronomie und Warenhandel GmbH.
Weitere Eröffnungen erfolgten in Nürnberg (1993), Darmstadt und Heilbronn (1995), Stuttgart (1997), Mainz (1998) sowie in München, Ingolstadt, Ludwigsburg und Regensburg (2000).
Ab 1994 wurde mit dem Schlemmer-Treff im Einkaufszentrum Plauen-Park im sächsischen Plauen erstmals kurzzeitig auch ein Standort außerhalb eines Bahnhofs betrieben. Weiterhin war dies die erste Aktivität von Eberl in Ostdeutschland.
2002 wurde ein Standort in Darmstadt unter den Namen Cool & Fresh eröffnet. Obwohl ab 2002 auch Expansionen im europäischen Ausland angekündigt wurden, beschränkte sich das Wachstum weiterhin auf den deutschen Markt.
Bereits ab 1997 wurde die Markenidentität Yorma's entwickelt. Am 12. März 2001 fusionierten beide GmbHs zur Yorma's AG. Am 11. September 2001 wurde Karl Kraft zweites Mitglied des Vorstands.
2012 wurde der Sitz des Unternehmens von Deggendorf nach Plattling verlegt und 2014 wurde das Unternehmen in YORMA'S AG umbenannt.
Die erste Filiale auf ehemals ostdeutschem Gebiet unter dem Namen Yorma's wurde 2014 am Bahnhof Berlin Alexanderplatz eröffnet.
Die erste Filiale in den neuen Bundesländern soll 2025 am Hauptbahnhof Dresden eröffnen. Zunächst für Mitte des Jahres angekündigt, ist die Eröffnung nun im Herbst/Winter geplant.

## Produkt- und Dienstleistungsangebot
Es werden Backwaren, heiße Würstchen und vergleichbare Imbissprodukte, Salate und Joghurtprodukte, kalte und heiße Getränke und kiosktypische Handelswaren angeboten.